# Bourg-Lastic
Bourg-Lastic is een gemeente in het Franse departement Puy-de-Dôme (regio Auvergne-Rhône-Alpes). De plaats maakt deel uit van het arrondissement Clermont-Ferrand. Bourg-Lastic telde op 1 januari 2022 873 inwoners.

## Geografie
De oppervlakte van Bourg-Lastic bedroeg op 1 januari 2022 40,46 vierkante kilometer; de bevolkingsdichtheid was toen 21,6 inwoners per km².

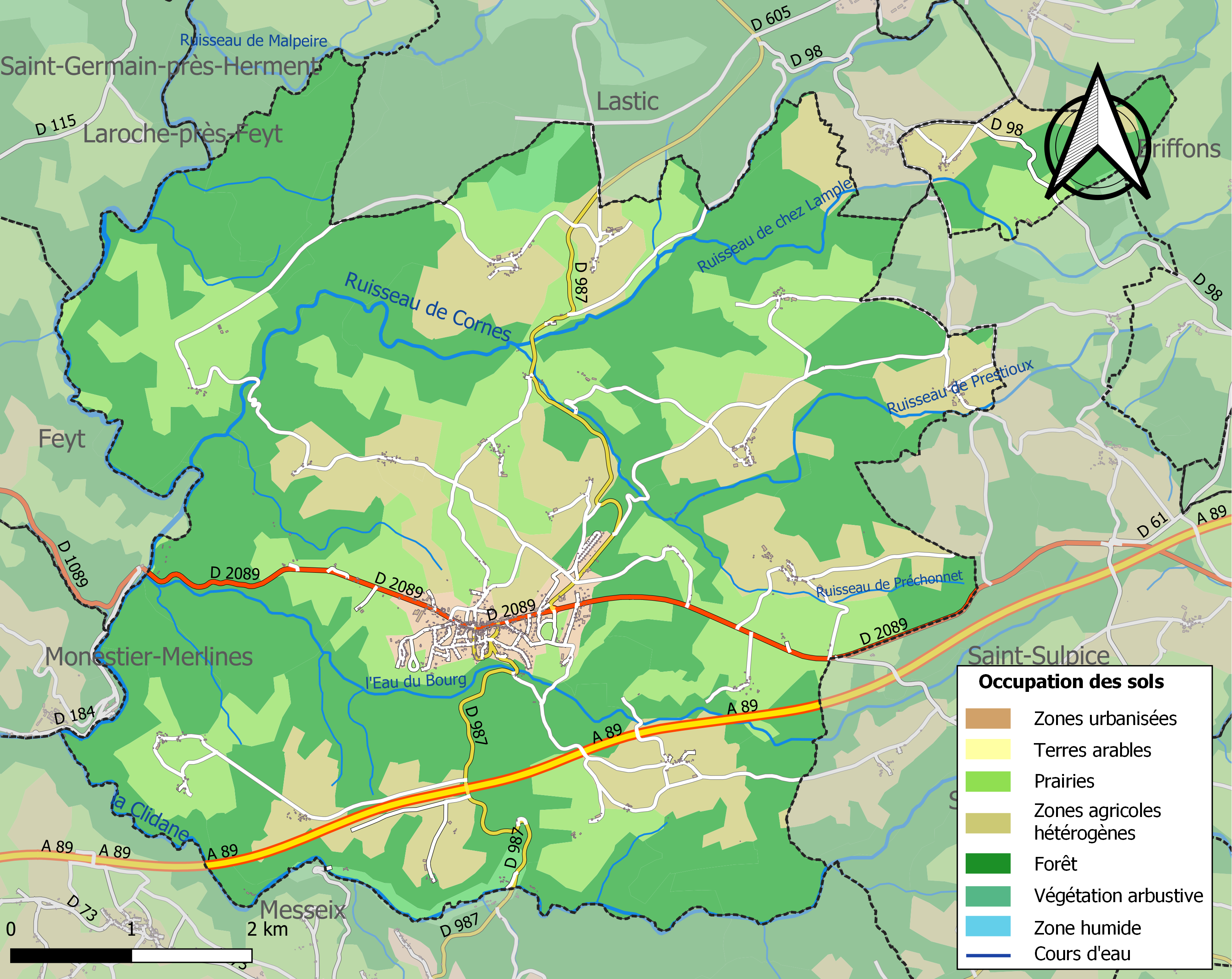
Kaart van de gemeente met belangrijkste infrastructuur, bodemgebruik en omliggende gemeenten

## Demografie
Onderstaande figuur toont het verloop van het inwonertal (bron: INSEE-tellingen).